# Derby M69

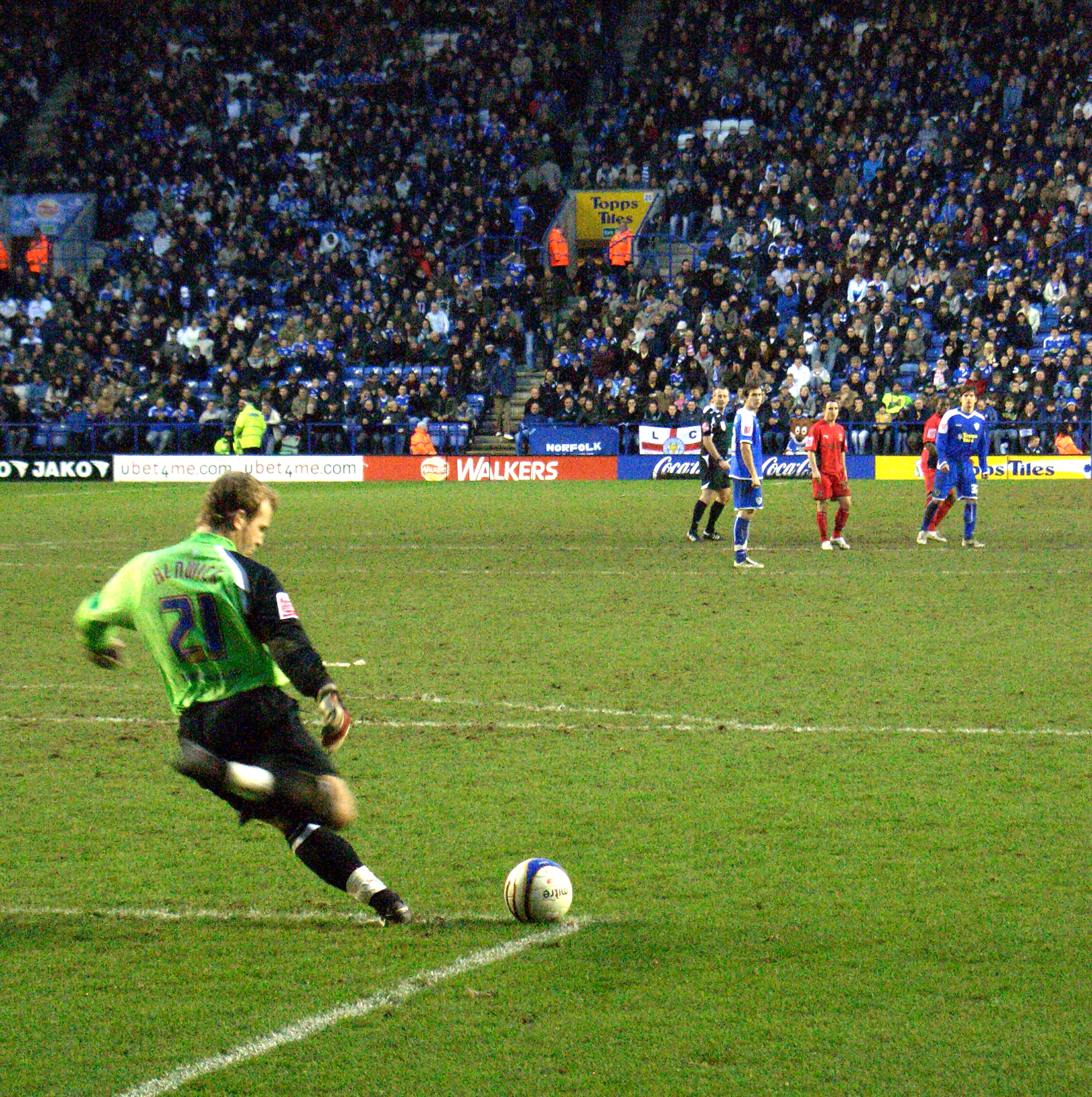
El Derby M69 en el Walkers Stadium el, con victoria del Leicester 2–0.

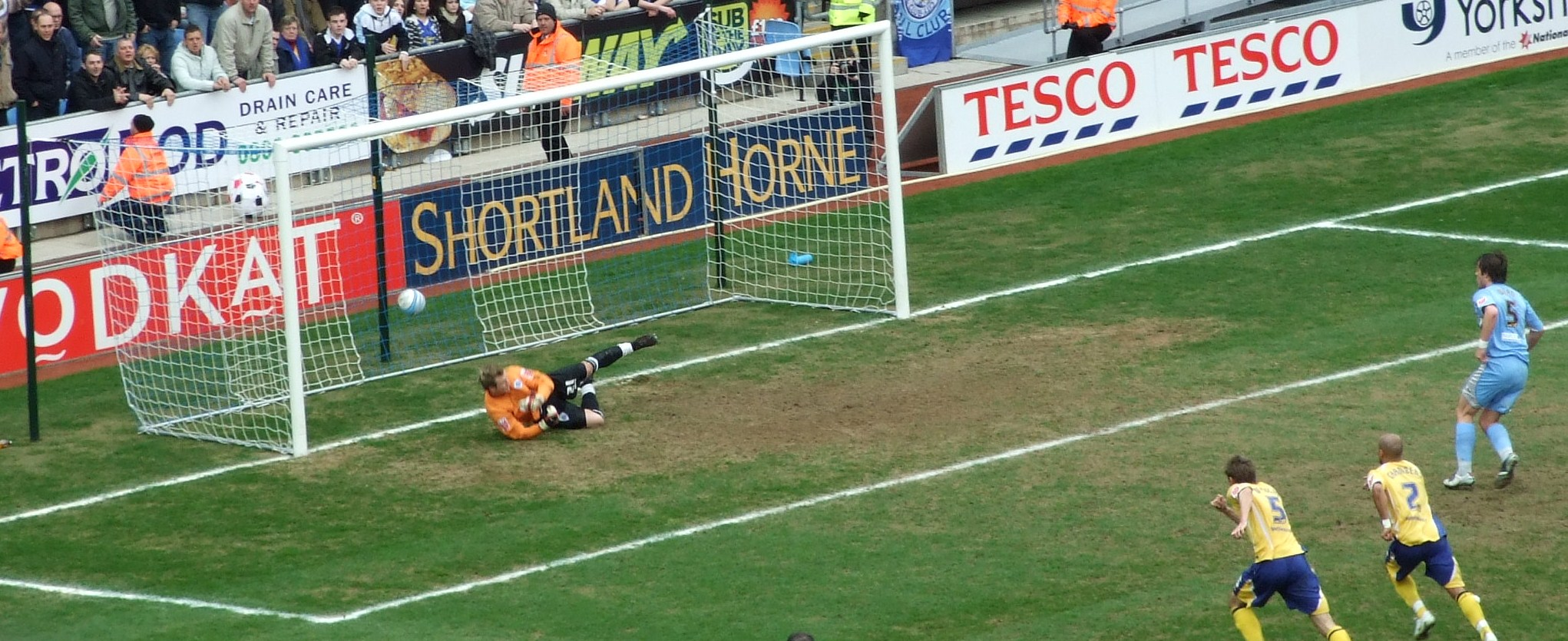
El jugador del Coventry Elliott Ward anota de penal ante el Leicester el.

El Derby M69, conocido anteriormente como Derby A46, es el nombre de la rivalidad que hay entre los equipos ingleses Coventry City FC y Leicester City FC.

## Historia
El primer enfrentamiento entre ambos equipos se dio el 27 de septiembre de 1919 cuando ambos equipos formaban parte de la segunda categoría de Inglaterra y terminó con victoria para el Leicester City FC con marcador de 1-0. El nombre de la rivalidad se debe a la autopista que comunica a las ciudades de Coventry y Leicester, ambas en la región de Midlands y que están separadas por 38 kilómetros de distancia. Está entre las 30 principales rivalidades del fútbol inglés.
No es la principal rivalidad de ambos equipos, ya que el Coventry City FC considera al Aston Villa FC su principal rival y el Leicester City FC lo es del Nottingham Forest FC, pero sus enfrentamientos entre sí son menos frecuentes por estar en categorías diferentes en cada temporada.
El resultado más amplio entre ambos equipos se dio el 4 de diciembre de 1964 cuando el Leicester City FC ganó 8-1 en el desaparecido Highfield Road por la Copa de la Liga de Inglaterra, mientras que el mejor resultado del Coventry City FC fue 5-1, y lo consiguió en dos ocasiones en las temporadas de 1924/25 y de 1984/85, en este último Gary Lineker anotó en dos ocasiones.
Los enfrentamientos entre ambos equipos han sido con menos frecuencia debido al éxito que ha tenido el Leicester City FC, que incluso ha sido campeón de la Premier League, en contraste con la debacle que ha presentado en los últimos años el Coventry City FC que lo ha llevado de descensos de categoría.

## Sumario
|            | Victorias del Coventry | Empates | Victorias del Leicester |
| ---------- | ---------------------- | ------- | ----------------------- |
| Liga       | 24                     | 22      | 36                      |
| Copa FA    | 2                      | 1       | 0                       |
| League Cup | 0                      | 0       | 1                       |
| Total      | 26                     | 23      | 37                      |